# Lunxhëria-Berg
Die Lunxhëria (albanisch auch Mali i Lunxhërise) ist ein langer Bergzug in Südalbanien östlich von Gjirokastra. Der höchste Punkt ist die Maja e Lalucit mit 2155 m ü. A. Etwas nördlich liegt ein Nebengipfel, für den sogar eine Höhe von 2156 m ü. A. verzeichnet ist.
Der Berg ist Teil des Shëndëll-Lunxhëria-Buretoja-Gebirgszugs, einer mächtigen Antiklinale aus Kalk. Die Lunxhëria bildet den zentralen Teil, im Norden durch die von der Vjosa durchflossenen Schlucht von Këlcyra (Gryka e Këlcyrës) vom Berg Shëndell (1802 m ü. A.), im Süden durch die Schlucht von Selcka respektive Suha vom Berg Buretoja (1763 m ü. A.) getrennt.
Der Berg ist Teil einer mächtigen Antiklinale aus Kalk mit einem Flyschsockel. Der Berg zieht sich über beinahe 30 Kilometer in beinahe geradem Verlauf von Nordwest nach Südost. Auf der Westseite ist der Gebirgszug vom Tal des Drino begrenzt, im Osten durch die parallel zum Berg verlaufende Synklinale von Zagoria und Pogon, die im Osten durch die Antiklinale des Trëbëshinj-Dhëmbel-Nëmerçka-Gebirgszugs abgeschlossen wird.

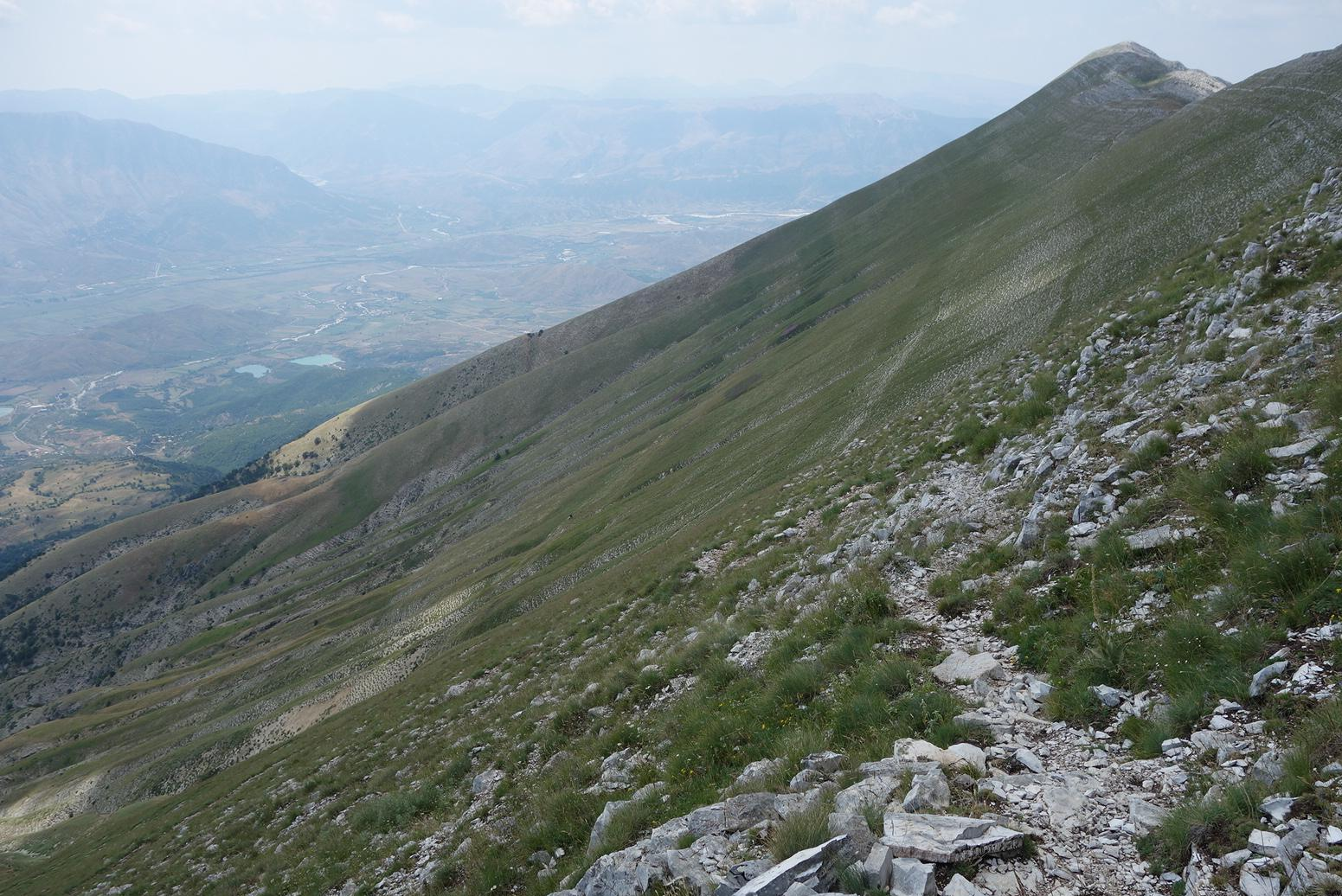
Westflanke unterhalb des Grates

Der Berg fällt nach Westen zuerst steil ab, bevor er in flachere Hügel übergeht, die in die Dropull-Ebene auslaufen. Im Osten fällt der Bergzug weniger steil ab. Hier finden sich zahlreiche Glazialformen wie Kare sowie Dolinen. Diese Hänge und Hochebenen werden noch immer von Hirten genutzt, auch wenn die Fernweidewirtschaft nicht mehr frühere Ausmaße erreicht.
Der Pass Qafe e Çajupit etwa in der Mitte des Berges ist mit ca. 1310 m ü. A. der tiefste Übergang. Ein wenig genutzter Weg führt über den Pass in die Zagoria.
Gipfel nördlich der Qafa e Çajupit (von Nord nach Süd)
- Maja e Golikut (1722 m)
- Mali i Strakavecit (1948 m)
- Mali i Çajupit – Maja e Buçelthit (1536 m)

Gipfel südlich der Qafa e Çajupit (von Nord nach Süd)
- Maja e Skafedos (1745 m)
- Maja e Magjezës (1861 m)
- Maja e Kosulës/Zgorës (2090 m)
- P. 2054 (2054 m)
- Maja e Marotës (2039 m)
- P. 2156 (2156 m)
- Maja e Lalucit (2155 m)
- Mali i Rapavicës (1866 m)
- Maja e Lepushës (2045 m)

Die Region an der Westseite des Bergzugs wird ebenfalls Lunxhëri genannt. Hier liegen einige verstreute, kleine Dörfer, einige alte Kirchen und bei Saraqinishta die illyrische Stadt Antigoneia. Die alten Dörfer lagen hoch über dem Tal am Übergang vom Kalk zu Flysch, wo zahlreiche Quellen hervortreten.